# بنيامين إيدلسون
بنيامين إيدلسون (1 أبريل 1911 - 30 نوفمبر 1972) كان مهندسًا معماريًا إسرائيليًا حصل على جائزة إسرائيل للعمارة لعام 1968. 

## حياته
ولد إيدلسون في مدينة سانت بطرسبرغ، لأب من قيادات الحركة الصهيونية في روسيا، وفي عام 1925، في سن الرابعة عشرة، وبعد وفاة والده، هاجر إلى فلسطين مع والدته وأخته. وأكمل دراسته الثانوية في ثانوية هرتسليا العبرية، ثم درس العمارة في مدينة غنت في بلجيكا عام 1934. وبعد عودته إلى إسرائيل في ذلك العام، عمل في عدد من الشركات المعمارية حتى التحق بمكتب المهندس أرييه شارون عام 1944. وفي عام 1948، ومع تعيين شارون كرئيس لقسم التخطيط في مكتب رئيس الوزراء، أصبح إيدلسون شريكًا في المكتب.
ومن عام 1948 إلى عام 1964، عمل إيدلسون مع المهندس المعماري أرييه شارون. ومن بين المشاريع التي عملا فيها معا هي المباني السكنية في مدينة نوف هجليل، حيث قاما بتنفيذ البيت المتدرج لأول مرة فوق التضاريس الجبلية، وكذلك مستشفى بيلينسون (مركز رابين الطبي) في بيتاح تكفا، والذي أصبح بالفعل نموذجًا أوليًا للأبنية المعقدة، ومبنى الوكالة اليهودية في شارع كابلان في تل أبيب. وبسبب تصميمه «بيت ليسين» بالاشتراك مع أرييه شارون، حصل على جائزة في عام 1957.
في تلك السنوات، أصبح مكتب شارون وإيدلسون مركزا لجذب المهندسين المعماريين الشباب، الذين أصبح العديد منهم في نهاية المطاف من كبار المهندسين المعماريين في إسرائيل. ومن بين المهندسين المعماريين الذين عملوا في الشركة أفراهام ياسكي وشيمون بوفسنر.
وبدءا من عام 1964 حتى وفاته، عمل إيدلسون مع المهندس المعماري غيرشون تسيبور. ولفترة قصيرة، كان المهندس المعماري يعقوب هيرتز شريكًا له أيضًا. ومن بين المشاريع المعروفة التي قاموا بها هي مستشفى عزرات ناشيم للطب النفسي في القدس، كما وضعوا تصميما لفندق بونيفيز في بني براك (لم يتم بناؤه) وبرج المياه في حرم الجامعة العبرية على جبل المشارف، ومجمع «لندن مينيستوريز» في تل أبيب.
توفي إيدلستون بعد صراعه مع المرض في عام 1972. ودفن في مقبرة كريات شاؤول في تل أبيب.